# Grundsieb
Ein Grundsieb ist ein Metallbehältnis, in der Regel eine flache, rechteckige, verschließbare Metallschale mit einem siebartig perforierten Boden, in dem die allgemeinchirurgischen Instrumente gelagert werden, die bei einer Operation gebraucht werden können. Das Instrumentensieb stellt quasi die Grundausstattung des Operateurs dar. Es enthält eine Vielzahl von Scheren, Haken, Klemmen, Pinzetten und Zangen, Zubehör für Wundspreizer, Elektrokauter und anderes mehr.
Im Gegensatz zum Grundsieb ist das Spezial- oder Zusatzsieb zwar ebenfalls ein ähnlich aussehendes Instrumentensieb, in dem jedoch die Spezialinstrumente vorgehalten werden, die für bestimmte Eingriffe benötigt werden, wie zum Beispiel das Laparatomiesieb, Lungensieb bzw. Thoraxsieb, Gefäßsieb, Verbrennungssieb, Unitracsieb, Gallensieb, Shuntsieb oder Amputationssieb.